# Coppa del mondo di marcia 2010
La Coppa del mondo di marcia 2010 (2010 IAAF World Race Walking Cup) si è svolta a Chihuahua in Messico nei giorni 15 e 16 maggio.
Ha visto la partecipazione di 44 paesi per un totale 319 atleti iscritti.

## Medagliati

### Uomini
| Specialità     | Oro           | Prestazione | Argento      | Prestazione | Bronzo           | Prestazione |
| 20 km          | Wang Hao      | 1h22'35"    | Zhu Yafei    | 1h22'46"    | Andrey Krivov    | 1h22'54"    |
| 50 km          | Matej Tóth    | 3h53'30"    | Horacio Nava | 3h54'16"    | Jared Tallent    | 3h54'55"    |
| 10 km juniores | Éider Arévalo | 42'13"      | Cai Zelin    | 42'22"      | Valery Filipchuk | 42'58"      |

### Donne
| Specialità     | Oro                 | Prestazione | Argento     | Prestazione | Bronzo         | Prestazione |
| 20 km          | María Vasco         | 1h31'55"    | Vera Santos | 1h32'06"    | Inês Henriques | 1h33'28"    |
| 10 km juniores | Antonella Palmisano | 47'52"      | He Qin      | 47'57"      | Anna Lukyanova | 48'00"      |

## Risultati

### 20 km maschile
La gara si è svolta il 16 maggio 2010 alle ore 10:10.
| Posizione | Atleta                   | Tempo    | Note                                     |
| --------- | ------------------------ | -------- | ---------------------------------------- |
| Oro       | Wang Hao                 | 1h22'35" | Miglior prestazione personale stagionale |
| Argento   | Zhu Yafei                | 1h22'46" |                                          |
| Bronzo    | Andrey Krivov            | 1h22'54" | Miglior prestazione personale stagionale |
| 4         | Luis Fernando López      | 1h23'11" |                                          |
| 5         | Chen Ding                | 1h23'49" |                                          |
| 6         | Éder Sánchez             | 1h23'56" |                                          |
| 7         | Sergej Bakulin           | 1h24'05" | Miglior prestazione personale stagionale |
| 8         | Gustavo Restrepo         | 1h24'08" | Miglior prestazione personale stagionale |
| 9         | Yerko Araya              | 1h24'23" |                                          |
| 10        | Hassanine Sebei          | 1h24'27" | Miglior prestazione personale stagionale |
| 11        | Ivano Brugnetti          | 1h24'29" | Miglior prestazione personale stagionale |
| 12        | Miguel Ángel López       | 1h24'32" |                                          |
| 13        | Petr Trofimov            | 1h25'03" |                                          |
| 14        | Pedro Daniel Gómez       | 1h25'09" | Miglior prestazione personale stagionale |
| 15        | Rafal Augustyn           | 1h25'28" |                                          |
| 16        | Denis Strelkov           | 1h25'30" |                                          |
| 17        | José Ignacio Díaz        | 1h25'55" |                                          |
| 18        | Claudio Erasmo Vargas    | 1h26'19" | Miglior prestazione personale stagionale |
| 19        | Koichiro Morioka         | 1h26'36" |                                          |
| 20        | Wang Zhen                | 1h26'49" |                                          |
| 21        | Benjamín Sánchez         | 1h26'55" |                                          |
| 22        | Rafal Fedaczynski        | 1h26'58" |                                          |
| 23        | Isamu Fujisawa           | 1h27'19" |                                          |
| 24        | Jean-Jacques Nkouloukidi | 1h27'24" |                                          |
| 25        | Sérgio Vieira            | 1h27'25" |                                          |
| 26        | Jakub Jelonek            | 1h27'35" |                                          |
| 27        | Augusto Cardoso          | 1h27'40" |                                          |
| 28        | Kevin Campion            | 1h27'45" |                                          |
| 29        | Pedro Isidro             | 1h27'55" |                                          |
| 30        | Li Jianbo                | 1h28'06" |                                          |
| 31        | Andrés Chocho            | 1h28'19" |                                          |
| 32        | John Edison García       | 1h28'20" | Miglior prestazione personale stagionale |
| 33        | José David Domínguez     | 1h28'21" |                                          |
| 34        | Allan Segura             | 1h28'25" | Miglior prestazione personale stagionale |
| 35        | Anton Kucmin             | 1h28'28" |                                          |
| 36        | Dawid Tomala             | 1h29'21" |                                          |
| 37        | Andrey Ruzavin           | 1h29'22" |                                          |
| 38        | Matteo Giupponi          | 1h29'39" | Miglior prestazione personale stagionale |
| 39        | Daniele Paris            | 1h29'56" |                                          |
| 40        | Yūsuke Suzuki            | 1h30'08" |                                          |
| 41        | Mauricio Arteaga         | 1h30'11" | Miglior prestazione personale stagionale |
| 42        | Antonin Boyez            | 1h30'39" |                                          |
| 43        | Perseus Karlström        | 1h30'49" |                                          |
| 44        | Víctor Mendoza           | 1h30'57" | Miglior prestazione personale stagionale |
| 45        | Iñaki Gómez              | 1h31'14" | Miglior prestazione personale            |
| 46        | Ian Rayson               | 1h31'21" |                                          |
| 47        | Máté Helebrandt          | 1h31'42" |                                          |
| 48        | Noel Santini             | 1h32'17" | Miglior prestazione personale            |
| 49        | Francisco Arcilla        | 1h32'31" | Miglior prestazione personale stagionale |
| 50        | Giovanni Torres          | 1h32'56" |                                          |
| 51        | Andreas Gustafsson       | 1h33'00" | Miglior prestazione personale stagionale |
| 52        | Anibal Paau              | 1h33'22" | Miglior prestazione personale stagionale |
| 53        | Grzegorz Sudol           | 1h33'27" |                                          |
| 54        | Anatole Ibañez           | 1h33'29" |                                          |
| 55        | Ricardo Lojan            | 1h33'37" | Miglior prestazione personale            |
| 56        | Moacir Zimmermann        | 1h34'28" | Miglior prestazione personale stagionale |
| 57        | Edward Araya             | 1h34'47" | Miglior prestazione personale stagionale |
| 58        | Johathan Contreras       | 1h35'47" |                                          |
| 59        | Recep Çelik              | 1h35'52" |                                          |
| 60        | Patrick Stroupe          | 1h37'24" | Miglior prestazione personale stagionale |
| 61        | Hédi Teraoui             | 1h37'38" |                                          |
| 62        | Mehdi Boufraine          | 1h37'46" | Miglior prestazione personale stagionale |
| 63        | Jacques van Bremen       | 1h41'04" |                                          |
| 64        | Harold van Beek          | 1h44'33" | Miglior prestazione personale stagionale |
| 65        | Creighton Connolly       | 1h45'31" | Miglior prestazione personale stagionale |
|           | Bernardo Segura          | dq       |                                          |
|           | Luis Gómez               | dq       |                                          |
|           | Erik Tysse               | dq       |                                          |
|           | António Pereira          | dnf      |                                          |
|           | Dan Serianni             | dnf      |                                          |
|           | Yohann Diniz             | dnf      |                                          |
|           | Rolando Saquipay         | dnf      |                                          |
|           | Fortunato D'Onofrio      | dnf      |                                          |
|           | Evan Dunfee              | dnf      |                                          |
|           | Adam Rutter              | dnf      |                                          |
|           | Mamdouh Elsayed Taha     | dns      |                                          |

### 50 km maschile
La gara si è svolta il 15 maggio 2010 alle ore 8:00.
| Posizione | Atleta                | Tempo    | Note                                     |
| --------- | --------------------- | -------- | ---------------------------------------- |
| Oro       | Matej Tóth            | 3h53'30" | Miglior prestazione personale stagionale |
| Argento   | Horacio Nava          | 3h54'16" | Miglior prestazione personale stagionale |
| Bronzo    | Jared Tallent         | 3h54'55" | Miglior prestazione personale stagionale |
| 4         | Si Tianfeng           | 3h55'06" | Miglior prestazione personale stagionale |
| 5         | Jesús Ángel García    | 3h55'41" | Miglior prestazione personale stagionale |
| 6         | Yuki Yamazaki         | 3h55'44" |                                          |
| 7         | Cristian Berdeja      | 3h56'26" | Miglior prestazione personale            |
| 8         | Li Lei                | 3h56'46" |                                          |
| 9         | Xu Faguang            | 3h57'50" |                                          |
| 10        | Sergey Sergachev      | 3h58'11" | Miglior prestazione personale            |
| 11        | Mikel Odriozola       | 3h58'15" | Miglior prestazione personale stagionale |
| 12        | Yury Andronov         | 3h58'21" | Miglior prestazione personale stagionale |
| 13        | Omar Zepeda           | 3h59'39" |                                          |
| 14        | Marco De Luca         | 4h00'45" | Miglior prestazione personale stagionale |
| 15        | Chris Erickson        | 4h03'56" | Miglior prestazione personale stagionale |
| 16        | Sergey Melentyev      | 4h05'00" | Miglior prestazione personale stagionale |
| 17        | Rafał Sikora          | 4h05'02" | Miglior prestazione personale stagionale |
| 18        | Bertrand Moulinet     | 4h05'08" | Miglior prestazione personale stagionale |
| 19        | José Leyver Ojeda     | 4h05'23" |                                          |
| 20        | Rodrigo Moreno        | 4h05'44" | Miglior prestazione personale stagionale |
| 21        | Colin Griffin         | 4h06'05" | Miglior prestazione personale stagionale |
| 22        | Juan Manuel Molina    | 4h06'08" | Miglior prestazione personale stagionale |
| 23        | Ferrán Collados       | 4h06'24" |                                          |
| 24        | Emerson Hernandez     | 4h06'47" | Miglior prestazione personale            |
| 25        | Du Yunpeng            | 4h07'32" |                                          |
| 26        | Diego Cafagna         | 4h10'18" | Miglior prestazione personale stagionale |
| 27        | Federico Tontodonati  | 4h11'29" | Miglior prestazione personale            |
| 28        | Cedric Houssaye       | 4h12'55" |                                          |
| 29        | Ivan Zhbanov          | 4h14'31" | Miglior prestazione personale stagionale |
| 30        | Marc Mundell          | 4h14'42" | Miglior prestazione personale stagionale |
| 31        | Dionísio Ventura      | 4h15'17" |                                          |
| 32        | Miloš Bátovský        | 4h15'23" |                                          |
| 33        | Tom Barnes            | 4h16'17" | Miglior prestazione personale stagionale |
| 34        | Jorge Costa           | 4h17'19" |                                          |
| 35        | Luís Gil              | 4h17'47" |                                          |
| 36        | Andrea Adragna        | 4h18'53" | Miglior prestazione personale stagionale |
| 37        | Herve Davaux          | 4h18'53" | Miglior prestazione personale stagionale |
| 38        | David Guevara         | 4h20'59" | Miglior prestazione personale stagionale |
| 39        | Dušan Majdan          | 4h21'23" |                                          |
| 40        | Cláudio dos Santos    | 4h21'28" | Miglior prestazione personale stagionale |
| 41        | Eddy Roze             | 4h23'16" | Miglior prestazione personale stagionale |
| 42        | Sébastien Biche       | 4h26'22" | Miglior prestazione personale stagionale |
| 43        | Magno Mesías Zapata   | 4h27'19" |                                          |
| 44        | Gou Xiaoxin           | 4h30'10" |                                          |
| 45        | Róbert Tubak          | 4h39'31" | Miglior prestazione personale stagionale |
| 46        | László Novák          | 4h45'13" |                                          |
| 47        | Jonathan Matthews     | 4h45'52" | Miglior prestazione personale stagionale |
| 48        | Gyula Dudás           | 4h48'19" | Miglior prestazione personale stagionale |
| 49        | Edgar Cudco           | 4h48'45" |                                          |
| 50        | Ray Sharp             | 4h56'52" | Miglior prestazione personale stagionale |
|           | Washington Alvarado   | dq       |                                          |
|           | Marco Benavides       | dnf      |                                          |
|           | José Alejandro Cambil | dnf      |                                          |
|           | Luis Fernando García  | dnf      |                                          |
|           | Bernardo Calvo        | dnf      |                                          |
|           | Luke Adams            | dnf      |                                          |
|           | David McGovern        | dnf      |                                          |
|           | Fabio Ruzzier         | dnf      |                                          |

### 10 km juniores maschile
La gara si è svolta il 15 maggio 2010 alle ore 17:00.
| Posizione | Atleta                | Tempo  | Note                                     |
| --------- | --------------------- | ------ | ---------------------------------------- |
| Oro       | Éider Arévalo         | 42'13" | Record nazionale                         |
| Argento   | Cai Zelin             | 42'22" | Miglior prestazione personale            |
| Bronzo    | Valery Filipchuk      | 42'58" |                                          |
| 4         | Konstantin Kulagov    | 43'24" |                                          |
| 5         | Cong Fudong           | 43'55" | Miglior prestazione personale stagionale |
| 6         | Niu Wenbin            | 44'03" | Miglior prestazione personale stagionale |
| 7         | Ever Palma            | 44'29" |                                          |
| 8         | Alexander Castañeda   | 44'52" |                                          |
| 9         | Trevor Barron         | 45'17" |                                          |
| 10        | Jesús Vega            | 45'33" |                                          |
| 11        | Massimo Stano         | 45'45" |                                          |
| 12        | Veli-Matti Partanen   | 46'14" |                                          |
| 13        | Giovanni Renó         | 46'19" |                                          |
| 14        | Julio César Salazar   | 46'23" |                                          |
| 15        | Rhydian Cowley        | 46'57" |                                          |
| 16        | Mieczyslaw Romanowski | 47'29" | Miglior prestazione personale            |
| 17        | Alberto Amezcua       | 47'43" |                                          |
| 18        | Tyler Sorensen        | 47'54" |                                          |
| 19        | Juan Antonio Raya     | 48'36" |                                          |
| 20        | Viktor Márkus         | 48'40" | Miglior prestazione personale stagionale |
| 21        | Lukás Gdula           | 49'04" |                                          |
| 22        | Andrzej Łobaczewski   | 49'06" | Miglior prestazione personale            |
| 23        | Dimitri Malosse       | 49'33" |                                          |
| 24        | Pavel Schrom          | 49'56" |                                          |
| 25        | Nicolas Gosselin      | 50'02" |                                          |
| 26        | Hugo Andrieu          | 50'49" |                                          |
| 27        | Victor Paloma         | 51'19" |                                          |
| 28        | Daniel Lord           | 51'24" |                                          |
| 29        | Jirí Malysa           | 51'54" |                                          |
| 30        | Alejandro Chavez      | 52'41" |                                          |
|           | Dementiy Cheparev     | dq     |                                          |
|           | José Leonardo Montaña | dq     |                                          |
|           | Sean Fitzsimons       | dq     |                                          |
|           | Caio Bonfim           | dq     |                                          |
|           | Dane Bird-Smith       | dq     |                                          |
|           | Leonardo Dei Tos      | dnf    |                                          |
|           | Youssef Sharaf Ahmed  | dns    |                                          |

### 20 km femminile
La gara si è svolta il 16 maggio 2010 alle ore 10:10.
| Posizione | Atleta                  | Tempo    | Note                                     |
| --------- | ----------------------- | -------- | ---------------------------------------- |
| Oro       | María Vasco             | 1h31'55" | Miglior prestazione personale stagionale |
| Argento   | Vera Santos             | 1h32'06" |                                          |
| Bronzo    | Inês Henriques          | 1h33'28" |                                          |
| 4         | Vera Sokolova           | 1h33'54" |                                          |
| 5         | Li Yanfei               | 1h34'18" |                                          |
| 6         | Anisya Kirdyapkina      | 1h34'47" |                                          |
| 7         | Mayumi Kawasaki         | 1h34'53" |                                          |
| 8         | Ana Cabecinha           | 1h34'57" |                                          |
| 9         | Jess Rothwell           | 1h35'04" | Miglior prestazione personale stagionale |
| 10        | María José Poves        | 1h35'38" |                                          |
| 11        | Beatriz Pascual         | 1h36'08" |                                          |
| 12        | Kristina Saltanovič     | 1h36'28" |                                          |
| 13        | Liu Hong                | 1h36'34" |                                          |
| 14        | Shi Yang                | 1h37'38" |                                          |
| 15        | Yang Yawei              | 1h37'38" |                                          |
| 16        | Susana Feitor           | 1h37'58" | Miglior prestazione personale stagionale |
| 17        | Zuzana Schindlerová     | 1h38'06" |                                          |
| 18        | Li Li                   | 1h38'59" |                                          |
| 19        | Claire Tallent          | 1h39'08" |                                          |
| 20        | Rosario Sánchez         | 1h39'16" |                                          |
| 21        | Katarzyna Kwoka         | 1h39'28" |                                          |
| 22        | Kumi Otoshi             | 1h39'29" |                                          |
| 23        | Liudmila Arkhipova      | 1h39'37" |                                          |
| 24        | Masumi Fuchise          | 1h40'04" |                                          |
| 25        | Yadira Guamán           | 1h40'19" | Miglior prestazione personale stagionale |
| 26        | Júlia Takács            | 1h40'58" |                                          |
| 27        | Sandra Galvis           | 1h41'39" |                                          |
| 28        | Maria Guadalupe Sánchez | 1h41'52" | Miglior prestazione personale stagionale |
| 29        | Brigita Virbalyté       | 1h42'05" |                                          |
| 30        | Lorena Luaces           | 1h42'46" |                                          |
| 31        | Anne-Gaëlle Retout      | 1h43'03" |                                          |
| 32        | Marie Polli             | 1h43'10" |                                          |
| 33        | Katalin Varró           | 1h43'13" |                                          |
| 34        | Tania Regina Spindler   | 1h43'15" |                                          |
| 35        | Claudia Balderrama      | 1h43'40" |                                          |
| 36        | Hanna Drabenia          | 1h44'16" |                                          |
| 37        | Ingrid Hernández        | 1h44'38" | Miglior prestazione personale stagionale |
| 38        | Miriam Ramón            | 1h44'57" | Miglior prestazione personale stagionale |
| 39        | Agnieszka Dygacz        | 1h45'24" |                                          |
| 40        | Cristina López          | 1h45'43" | Miglior prestazione personale stagionale |
| 41        | Laura Reynolds          | 1h46'10" |                                          |
| 42        | Angélica Hernández      | 1h46'14" |                                          |
| 43        | Johana Ordóñez          | 1h46'56" | Miglior prestazione personale stagionale |
| 44        | Tatiana Mineeva         | 1h47'05" |                                          |
| 45        | Lucie Pelantová         | 1h47'11" |                                          |
| 46        | Johanna Jackson         | 1h47'12" |                                          |
| 47        | Solomiya Login          | 1h47'43" | Miglior prestazione personale stagionale |
| 48        | Milángela Rosales       | 1h48'12" |                                          |
| 49        | Mónica Equihua          | 1h50'45" |                                          |
| 50        | Agnieszka Szwarnóg      | 1h51'51" |                                          |
|           | Verónica Colindres      | dq       |                                          |
|           | Claudia Cornejo         | dq       |                                          |
|           | Cheryl Webb             | dq       |                                          |
|           | Cisiane Lopes           | dnf      |                                          |
|           | Sandra Zapata           | dnf      |                                          |
|           | Paola Pérez             | dnf      |                                          |
|           | Eszter Gerendási        | dnf      |                                          |
|           | Anett Torma             | dnf      |                                          |
|           | Tatiana Sibileva        | dnf      |                                          |
|           | Maria Esther Sánchez    | dnf      |                                          |
|           | Maria Czaková           | dnf      |                                          |
|           | Chaima Trabelsi         | dnf      |                                          |
|           | Stephanie Casey         | dnf      |                                          |
|           | Miranda Melville        | dnf      |                                          |
|           | Paulina Buziak          | dns      |                                          |
|           | Gehad Adel              | dns      |                                          |

### 10 km juniores femminile
La gara si è svolta il 16 maggio 2010 alle ore 9:00.
| Posizione | Atleta                 | Tempo  | Note                                     |
| --------- | ---------------------- | ------ | ---------------------------------------- |
| Oro       | Antonella Palmisano    | 47'52" |                                          |
| Argento   | He Qin                 | 47'57" | Miglior prestazione personale            |
| Bronzo    | Anna Lukyanova         | 48'00" |                                          |
| 4         | Zhao Jing              | 48'03" | Miglior prestazione personale            |
| 5         | Svetlana Vasilyeva     | 48'35" |                                          |
| 6         | Nina Okhotnikova       | 49'02" |                                          |
| 7         | Zhang Ting             | 49'39" | Miglior prestazione personale            |
| 8         | Alejandra Ortega       | 49'49" | Miglior prestazione personale            |
| 9         | Sandra Nevarez         | 50'23" | Miglior prestazione personale            |
| 10        | Sara Alonso            | 50'29" |                                          |
| 11        | Federica Curiazzi      | 50'45" |                                          |
| 12        | Beth Alexander         | 50'56" |                                          |
| 13        | Ines Pastorino         | 51'00" |                                          |
| 14        | Emilie Menuet          | 51'08" |                                          |
| 15        | Regan Lamble           | 51'16" |                                          |
| 16        | Berta Kriván           | 52'23" |                                          |
| 17        | Paula Martínez         | 52'49" |                                          |
| 18        | Wendy Cornejo          | 52'50" |                                          |
| 19        | Cecilia Stetskiv       | 53'30" |                                          |
| 20        | Cornelia Swart         | 53'43" | Miglior prestazione nazionale under 20   |
| 21        | Georgiana Enache       | 53'51" |                                          |
| 22        | Kimberly García        | 54'02" | Miglior prestazione personale stagionale |
| 23        | Sandra Yerga           | 54'06" |                                          |
| 24        | Linda Paz              | 54'07" |                                          |
| 25        | Amandine Marcou        | 54'51" |                                          |
| 26        | Magdalena Jasinska     | 54'59" |                                          |
| 27        | Rachel Tallent         | 56'19" | Miglior prestazione personale stagionale |
| 28        | Katarzyna Korzeniowska | 56'32" |                                          |
| 29        | Mirna García           | 57'25" | Miglior prestazione personale            |
| 30        | Josefine Klausen       | 58'28" |                                          |
|           | Mariana Geldis         | dnf    |                                          |
|           | Basant Ramadhan Hassan | dns    |                                          |
|           | Adriana Turnea         | dns    |                                          |